# NU-sjukvården

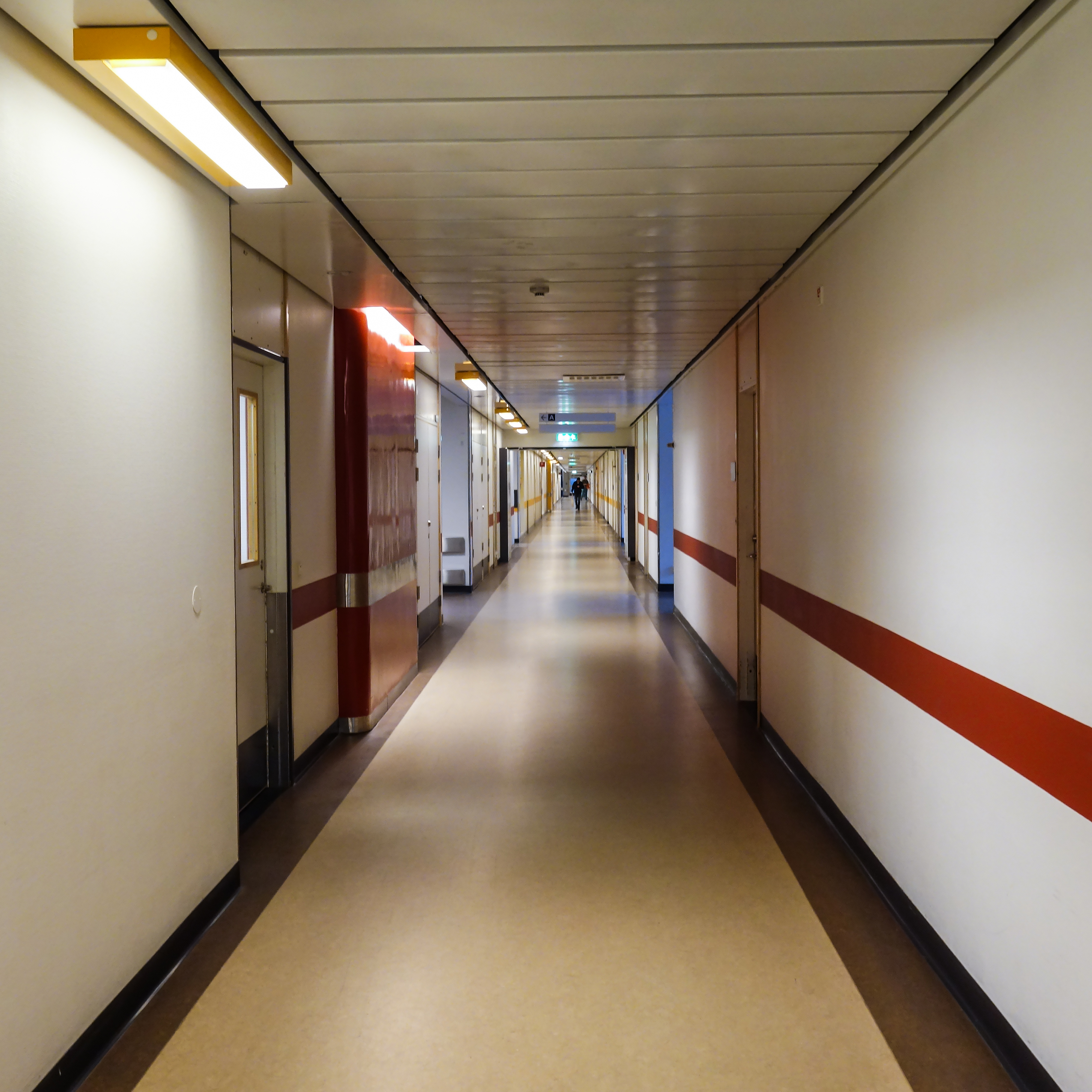
Korridor på plan 2 på NÄL

NU-sjukvården är en sjukhusförvaltning inom Västra Götalandsregionen. N står för Norra Älvsborgs länssjukhus (NÄL), medan U står för Uddevalla sjukhus.
NU-sjukvården är en av fyra sjukhusgrupper i Västra Götalandsregionen, som är regionen för Västra Götalands län. I NU-sjukvården ingår Uddevalla sjukhus, NÄL i Trollhättan och Brinkåsen i Vänersborg. I NU-sjukvårdens upptagningsområde finns cirka 290 000 invånare. Upptagningsområdet motsvarar Fyrbodal, det vill säga Fyrstad (Lysekils, Uddevalla, Trollhättans och Vänersborgs kommuner), norra Bohuslän och Dalsland, och utgör nordvästra delen av Västra Götalands län.